# 天主教別德馬教區
天主教別德馬教區（拉丁語：Dioecesis Viedmensis）是阿根廷一個羅馬天主教教區，屬布蘭卡港總教區。
教區成立於1934年4月20日，位於內格羅河省東南部。2010年有教友115,000人（佔轄區總人口73.2%）、十五個堂區、二十名司鐸。現任教區主教為斯德望·馬利亞·拉哈格。